# Kongo Loto Lafanga
Kongo Loto Lafanga (auch: Motufetau) ist ein Motu im Riffsaum des Atolls Nukufetau im Inselstaat Tuvalu.

## Geographie
Kongo Loto Lafanga liegt am Ostsaum des Atolls und stellt den Übergang von Motulalo im Süden (mit dem winzigen Inselchen Motu Motuloa) an der Südostspitze des Atolls nach Norden zur Insel Lafaga dar. Es ist ein schmales sehr langgezogenes Motu.